# Ягодин, Михаил Данилович
Михаил Данилович Ягодин (22 сентября 1900, Новая Прага, Херсонская губерния — 25 июля 1974, Краснодар) — советский военачальник, генерал-майор (22.02.1943).

## Биография
Родился 22 сентября[по какому календарю?] 1900 года в м. Новая Прага, ныне в Александрийском районе, Кировоградская область, Украина. Украинец.
Окончил 3 класса церковно-приходской школы.

## Военная служба

### Гражданская война
В марте 1918 года в м. Новая Прага вступил в красногвардейский отряд. В его составе воевал против австро-венгерских оккупационных войск на юге Украины в районах Знаменка, Александрия, Александровск. В июне — августе 1918 года отряд влился в 1-й советский Александровский полк. В составе войск Южной группы отрядов завесы, затем Юго-Западного и Южного фронтов полк сражался с германскими оккупационными войсками, петлюровцами, войсками генерала А. И. Деникна на юге Украины. В мае — июне 1919 года участвовал в подавлении мятежа Н. А. Григорьева в Херсонской и Екатеринославской губерниях.
В августе — октябре 1919 года курсантом и командиром взвода 12-х Киевских кавалерийских курсов в составе 3-маневренного полка Особой курсантской маневренной бригады участвова боях с деникинскими войсками в районах Бахмач, Ягодин, Киев, Чернигов. В ноябре 1919 года для продолжения обучения был командирован на курсы красных командиров Западного фронта при 16-й армии в городе Смоленск, после которых в феврале 1920 года назначен адъютантом при помощнике начальника тыла 14-й армии. В 1919 году вступает в ВКП(б). В мае того же года командиром отряда Одесской губернской оперативной группы принимал участие в подавлении восстания в районе м. Широкое. В июле переведен в 36-й стрелковый полк 45-й стрелковой дивизии на должность командира батальона. В его составе сражался с вооруженными формированиями Н. И. Махно в Одесской губернии. С мая 1921 года — командир отряда по борьбе с бандитизмом в Александрийском уезде при уездной ЧК, участвовал в ликвидации банд Иванова, Гулый-Гуленко и других в районе Александрия и Кривой Рог.

### Межвоенный период
С декабря 1921 года — военком и инструктор Красногусарской бригады, затем с марта 1922 года — комиссар отдельного эскадрона связи 9-й Крымской кавалерийской дивизии им. СНК УССР. В апреле — августе 1922 года командиром отряда и членом ревтройки от этой дивизии участвовал в ликвидации бандитизма в Подольской губернии. Затем вплоть до ноября 1927 года проходил службу военкомом отдельного эскадрона связи 9-й Крымской кавалерийской дивизии и военкомом отдельного эскадрона связи 2-го кавалерийского корпуса.
С ноября 1927 года по август 1928 года находился на кавалерийских КУКС PKКА в г. Новочеркасск. По их окончании был назначен командиром эскадрона 68-го кавалерийского полка 10-й кавалерийской дивизии (г. Новочеркасск), с марта 1931 года по декабрь 1932 года исполнял должность начальника полковой школы.
С декабря 1932 года назначен помощником начальника 1-й части штаба 4-го кавалерийского корпуса СКВО в городе Армавир, с апреля 1933 года — командиром дивизиона курсантов Северо-Кавказской горских национальностей кавалерийской школы.
С февраля 1935 года проходил службу на кавалерийских КУКС РККА в городе Новочеркасск, исполнял должность преподавателя тактики, помощника начальника и начальника учебного отделения. В декабре 1936 года майор Ягодин был назначен командиром 10-го запасного кавалерийского полка. С февраля 1938 года командовал 76-м Донским казачьим полком 12-й кавалерийской дивизии. В июле того же года переведен в ЗабВО командиром 44-го кавалерийского полка 5-й отдельной кавалерийской бригады (ст. Дивизионная). С ноября 1939 года командовал 2-м кавалерийским полком 8-й отдельной Дальневосточной кавалерийской дивизии (ст. Камень-Рыболов), в мае 1941 года назначен начальником штаба этой дивизии.

### Великая Отечественная война
В начале Великой Отечественной войны в той же должности. 8-я отдельная кавалерийская дивизия в составе 1-й Краснознамённой армии Дальневосточного фронта выполняла задачи по прикрытию государственной границы СССР на Дальнем Востоке.
В январе 1942 года полковник Ягодин убыл в распоряжение командующего кавалерией Красной армии, затем 12 февраля того же года был назначен командиром 3-й гвардейской кавалерийской дивизии. До июля 1942 года дивизия находилась в резерве главного командования в районе с. Язвище Волоколамского района Московской обласи, затем в составе 2-го гвардейского кавалерийского корпуса под командованием генерала В. В. Крюкова была подчинена Западному фронту.
С 11 августа 1942 года дивизия на в составе 20-й армии участвовала в Ржевско-Сычевской наступательной операции, в ходе которой, наступая на сычевском направлении, форсировала реку Гжать и захватила плацдарм на ее западном берегу. С 29 сентября она была выведена в резерв Западного фронта, где находилась до конца года.
В феврале 1943 года ее части вели наступательные бои в направлении Дмитриев-Льговский, Льгов. С 24 марта она вошла в состав 65-й армии Центрального фронта и вела бои за город Севск. После тяжелых боев части дивизии вынуждены были оставить город и перейти к обороне. С 30 апреля 1943 года дивизия была выведена в резерв Ставки ВГК и до середины июля находилась в Степном ВО.
С 18 июля 1943 года дивизия в составе 11-й гвардейской армии Западного, затем Брянского фронтов участвовала в Курской битве, в Орловской наступательной операции. С 18 августа 1943 года входила в состав 50-й армии, а с 20 сентября — конно-механизированной группы Брянского фронта и участвовала в Брянской наступательной операции, действовала в тылу противника. С 20 октября 1943 года ее части в составе 65-й и 61-й армий Белорусского фронта принимали участие в битвы за Днепр, в Гомельско-Речицкой наступательной операции. В январе 1944 года в ходе Калинковичско-Мозырской операции дивизия под его командованием в составе 2-го гвардейского кавалерийского корпуса действовала в стыке Белорусского и 1-го Украинского фронтов. Успешные действия дивизии по коммуникациям мозырской группировки противника, смелый маневр ее частей по его тылам способствовали овладению крупными опорными пунктами врага — городами Мозырь и Калинковичи. Приказом ВГК от 15 января 1944 года ей было присвоено наименование «Мозырская».
В конце февраля 1944 года дивизия в составе 61-й армии вошла в подчинение 2-му Белорусскому фронту и участвовала в Полесской наступательной операции. С 16 апреля того же года она была подчинена 1-му Белорусскому фронту и в его составе воевала до конца войны. Участвовала в Белорусской, Люблин-Брестской, Висло-Одерской, Варшавско-Познанской, Восточно-Померанской и Берлинской наступательных операциях. За образцовое выполнение заданий командования в боях с немецкими захватчиками, за овладение городами Лодзь, Кутно, Томашув (Томашов), Гостынин, Ленцица она была награждена орденом Красного Знамени (19.2.1945), а за овладение городами Штаргард, Наугард, Польцин — орденом Суворова 2-й ст. (26.4.1945).
В мае 1945 года командир 3-й гвардейской кавалерийской Кубанско-Мозырской Краснознаменной, ордена Суворова дивизии генерал-майор Ягодин был представлен к званию Герой Советского Союза, но вместо этой награды был награждён орденом Суворова I степени, став одним из четырех командиров дивизий в Советской Армии награждённых в виде исключения 1-й степенью этого ордена.
За время войны комдив Ягодин был пять раз персонально упомянут в благодарственных в приказах Верховного Главнокомандующего.

### Послевоенное время
С декабря 1945 года в распоряжении главнокомандующего кавалерии.
С марта 1946 года слушатель Высшей военной академии имени К. Е. Ворошилова.
С января 1947 года в распоряжении главнокомандующего кавалерии Сухопутных войск Советской Армии.
С марта 1947 года — командир 7-й Отдельной кавалерийской дивизии ЗабВО.
С июля 1950 года — командир 86-го стрелкового Хинганского корпуса.
С мая 1952 года — старший военный советник командующего войсками военного округа Румынской Народной Армии.
С июня 1956 года — генерал-майор Ягодин в отставке.
Умер в 1974 году. Похоронен на Славянском кладбище города Краснодара.

## Награды
СССР
- орден Ленина (21.02.1945)[7]
- пять орденов Красного Знамени (30.03.1943[8], 19.04.1943[9], 03.11.1944[7], 21.02.1945[10], 24.06.1948[7])
- орден Суворова I степени (29.05.1945)[11]
- орден Суворова II степени (18.09.1943)[12]
- орден Богдана Хмельницкого II степени (06.04.1945)[13]

медали в том числе:
- - «XX лет Рабоче-Крестьянской Красной Армии» (1938)
  - «За оборону Москвы» (14.12.1944)[14]
  - «За победу над Германией в Великой Отечественной войне 1941—1945 гг.» (23.11.1945)[15]
  - «За взятие Берлина» (1945)
  - «За освобождение Варшавы» (1945)

Приказы (благодарности) Верховного Главнокомандующего в которых отмечен М. Г. Ягодин
- За овладение городами и крупными узлами коммуникаций Седлец, Миньск-Мазовецки, Луков — мощными опорными пунктами обороны немцев на подступах к Варшаве. 31 июля 1944 года № 158
- За овладение крупнейшим промышленным центром Польши городом Лодзь и городами Кутно, Томашув (Томашов), Гостынин и Ленчица — важными узлами коммуникаций и опорными пунктами обороны немцев. 19 января 1945 года. № 233
- За овладение городом Быдгощ (Бромберг) — важным узлом железных и шоссейных дорог и мощным опорным пунктом обороны немцев у нижнего течения Вислы. 23 января 1945 года. № 245
- За овладение городами Бервальде, Темпельбург, Фалькенбург, Драмбург, Вангерин, Лабес, Фрайенвальде, Шифельбайн, Регенвальде и Керлин — важными узлами коммуникаций и сильными опорными пунктами обороны немцев в Померании. 4 марта 1945 года. № 288
- За овладение городами Штаргард, Наугард, Польцин — важными узлами коммуникаций и мощными опорными пунктами обороны немцев на штеттинском направлении. 5 марта 1945 года. № 290

Других стран
- орден «23 августа» IV степени (19.09.1959, Румыния)
- медаль «25 лет освобождения Румынии» (03.11.1969, Румыния)

## Память
В честь Михаила Ягодина названа улица в городе Краснодаре.